# Catachlorops siculus
Catachlorops siculus är en tvåvingeart som beskrevs av Wilkerson 1979. Catachlorops siculus ingår i släktet Catachlorops och familjen bromsar.
Artens utbredningsområde är Colombia. Inga underarter finns listade i Catalogue of Life.